# The Film-Makers' Cooperative

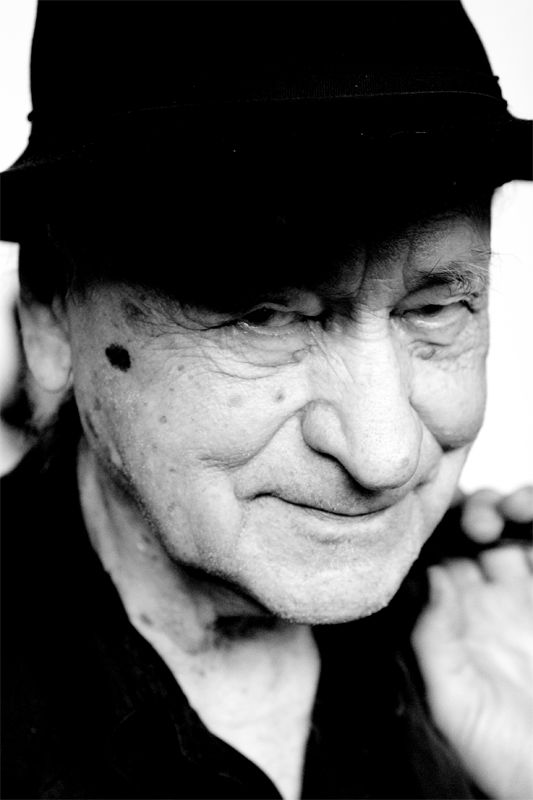
L'artista lituà Jonas Mekas, un dels fundadors de The Film-Makers' Cooperative

The Film-Makers' Cooperative de nom legal The New American Cinema Group, Inc. és una organització sense ànim de lucre dirigida per artistes constituïda el juliol de 1961 a la ciutat de Nova York per Jonas Mekas, Shirley Clarke, Stan Brakhage, Lionel Rogosin, Gregory Markopoulos, Lloyd Michael Williams i altres cineastes per a la distribució, educació i exhibició de pel·lícules d'avantguarda i mitjans alternatius.

## Història
A la tardor de 1960, Jonas Mekas i Lewis Allen van organitzar diverses reunions amb cineastes independents a la ciutat de Nova York que van culminar el 28 de setembre de 1960 amb ells proclamant-se oficialment el New American Cinema Group. Dos dies després, el 30 de setembre Mekas va presentar el primer esborrany d'un manifest per al Grup, que incloïa una convocatòria per formar un centre de distribució cooperativa.
El 7 de gener de 1961, en una reunió polèmica del Grup, Amos Vogel va intentar trencar la formació del centre de distribució afirmant que la seva pròpia organització Cinema 16 hauria de ser l'únic distribuïdor de pel·lícules experimentals. No obstant això, Vogel és criticat després que s'assenyali que Cinema 16 es va negar a distribuir Anticipation of the Night de Stan Brakhage.
The Film-Makers' Cooperative començaria oficialment a distribuir pel·lícules el 1962.

## Descripció
The Film-Makers' Cooperative té una gran col·lecció de pel·lícules d'avantguarda i experimentals, amb més de 5.000 títols de més de 1.500 cineastes i artistes multimèdia. La col·lecció inclou treballs escrits en 35 mm, 16 mm, 8 mm, vídeo i DVD. La Cooperativa lloga les pel·lícules de la seva col·lecció a cineteques, festivals de cinema, escoles, universitats, museus i altres institucions d'art dels Estats Units i d'arreu del món.
Basat en una creença comuna als membres fundadors que el "cinema oficial està sense alè" i s'ha tornat "moralment corrupte, estèticament obsolet, temàticament superficial, temperamentalment avorrit" (com diu el manifest original de 1962), The Film-Makers' Cooperative va ser una institució clau en l'època de màxima esplendor del cinema experimental o "underground" estatunidenc als anys 60 i 70, i ha continuat funcionant de manera no exclusiva per garantir l'existència d'una cultura cinematogràfica alternativa i no comercial des d'aleshores.
The Film-Makers' Cooperative està oberta a qualsevol persona que vulgui fer-se soci.
The New York Film-Makers' Cooperative ha inspirat iniciatives similars tant als Estats Units (Canyon Cinema a San Francisco) com a l'estranger (The London Film-Makers' Co-operative a Anglaterra, i ABCinema a Dinamarca i a altres llocs).
A més de distribuir les "pel·lícules" dels seus membres, la Film-Makers' Cooperative participa contínuament en projectes de preservació de pel·lícules i llançament de DVD, i en l'organització de projeccions i esdeveniments a la ciutat de Nova York i als voltants. El 2020, la Film-Maker's Cooperative va ampliar la seva distribució als programes de vídeo a la carta en línia, incloent panells amb cineastes com Roberta Cantow.

## Directors i consellers
'Director fundador' : Jonas Mekas 

 'Director executiu:'  M.M. 
hivernacle
 'Membres de la Junta:' 
- Katherine Bauer - copresidenta
- Gregg Biermann - copresident
- Richard Sylvarnes - Vicepresident
- Joel Schlemowitz - Tresorer
- Charles S. Cohen
- Coleen Fitzgibbon
- Melissa Friedling
- Rachel Abernathy
- Amanda Katz
- Bradley Eros